# Mighty Morphin Power Rangers: The Movie (videojuego)
Mighty Morphin Power Rangers: The Movie es el título de cuatro adaptaciones de videojuegos diferentes de la película del mismo nombre que fueron lanzadas para Super Nintendo, Genesis, Game Boy y Game Gear. Si bien los juegos estaban aparentemente basados en la película, también presentaban personajes y elementos de la trama de la segunda temporada de la serie de TV original Mighty Morphin Power Rangers. Al igual que las versiones anteriores del original Mighty Morphin Power Rangers, ninguna de las cuatro versiones del juego de la película eran versiones entre sí.

## Super Nintendo
La versión para Super Nintendo es un juego de acción de desplazamiento lateral similar al anterior juego de SNES basado en la serie. El juego puede ser jugado por uno o dos jugadores con seis personajes disponibles. Billy y Kimberly regresan del juego anterior junto con la presentación de Tommy, como el White Ranger (opuesto a aparecer como Green Ranger), y tres nuevos rangers novatos, Rocky, Adam y Aisha, que reemplazan a Jason, Zack y Trini del original.
El jugador comienza cada etapa como la personalidad civil de su personaje. El jugador puede llenar un "medidor Morphing" al lado de su indicador de vida recogiendo elementos en forma de rayo (ya sean pequeños o pernos de señales morphing). Estos objetos los dejan caer los enemigos y también se pueden usar para realizar un ataque especial cuando el personaje se transforma o no. Cuando Morphed, el Ranger gana una patada mejorada, así como su arma distintiva, este último puede usarse en un ataque especial para infligir un gran daño a un jefe o derrotar a los enemigos más débiles y a los jefes debilitados solidariamente presionando el botón de ataque especial. . Una vez que se llena el medidor de Morphin, el jugador puede presionar el botón de ataque especial para transformarse; una secuencia animada comienza mostrando a los Rangers transformándose en un video digitalizado (basado en la transformación de la temporada 2 sin mostrar la configuración del casco Red Ranger al final). El método también ocurre automáticamente después de que el jugador recorre la misión en modo civil y se encuentra con el jefe que activa la secuencia de transformación (independientemente de la cantidad de energía del medidor de morfina que se haya llenado). Un código especial creado para el juego puede hacer que los jugadores comiencen las etapas como los Rangers transformados en lugar de su personalidad civil.
El juego consta de siete etapas. El jugador lucha contra Putty Patrol de Lord Zedd hasta llegar al final del jefe de etapa. Los primeros cinco jefes son todos monstruos de la segunda temporada del programa de televisión, mientras que el sexto es una creación original del juego. El jefe final es Ivan Ooze, el antagonista de la película. A diferencia del primer juego, no hay batallas de Megazord en esta versión, aunque el Ninja Megazord de la película (y la tercera temporada del programa) aparece durante la secuencia final.
Los cuatro revisores de Electronic Gaming Monthly consideraron el juego un clon mediocre de Final Fight que tiene gráficos decentes pero adolece de una falta de variedad de tanto movimientos como enemigos. Lo puntuaron con un 5.875 sobre 10. Por el contrario, GamePro comentó "Con una mejor jugabilidad, mejores gráficos de Ranger y acción simultánea para dos jugadores, esta secuela es perfecta para fanáticos y divertida para otros jugadores". En particular, elogiaron la acción de varios planos, el modo de dos jugadores simultáneos y la dificultad y los controles accesibles.

## Genesis
La versión para Genesis es un beat 'em up de desplazamiento lateral que puede ser jugado por hasta dos jugadores, donde el jugador puede controlar tanto a los Rangers como a sus Zords (dependiendo del nivel). El juego consta de seis etapas, con las dos primeras y la final que cubren los eventos de la película, mientras que las etapas 3 a 5 se establecen antes de los eventos de la película y adapta episodios clave de la segunda temporada del programa de televisión (a saber, "White Light","Ninja Encounter"y "Power Transfer"). La banda sonora del juego, compuesta por Hikoshi Hashimoto, presenta arreglos de hard rock de los temas de televisión originales de Ron Wasserman.
El juego contiene un total de nueve guardabosques: Tommy, Adam, Kimberly, Billy, Aisha, Rocky, Zach, Trini y Jason. Al seleccionar Jason, Zach y Trini, los clips de voz de Adam, Aisha y Rocky se escuchan al llamar a sus respectivos nombres de Zord como su comando de transformación. La razón de esto es porque los actores originales para ellos fueron liberados del contrato después de los eventos del episodio de dos partes de Power Transfer de Mighty Morphin Power Rangers. Sega y Banpresto pidieron permiso a Saban Entertainment para usar sus personajes, pero los tres reemplazos usaron sus voces en lugar de Jason, Trini y Zach. Hay escenas cinematográficas en forma digitalizada que están resumidas de la película y algunas de la temporada 2 del programa. Lord Zedd, Goldar, Putty Patrol y Oozemen aparecen como sub-enemigos. Nimrod the Scarlet Sentinel, AC y DC se renombran en este título como Sentinel Neck, Sentinel Ear y Sentinel Ring respectivamente. Los jugadores también pueden luchar contra los Ecto-Morphicons usando Ninja Megazord o Falcon Zord (ambos en el modo de 2 jugadores; Thunder Megazord y Mega Tigerzord contra los Sentinels). Bulk y Skull también aparecen como cameos en el final del juego.

## Game Boy
La versión para Game Boy es un juego de acción de desplazamiento lateral para un solo jugador similar a la versión de SNES. El jugador puede elegir jugar como cualquiera de los seis rangers, que comenzarán cada etapa como un Ninja Ranger. Rocky, Billy y Tommy son los personajes más fuertes, mientras que Adam, Kimberly y Aisha son más ágiles. Al derrotar a los enemigos en cada etapa, principalmente Putty Patrols, y acumular suficientes elementos Thunderbolt para llenar el indicador de poder, el jugador puede transformar su personaje en un Power Ranger. Llenar el medidor de potencia nuevamente mientras está en el modo Power Ranger permitirá al jugador realizar un súper ataque. El juego consta de seis etapas. Las primeras cinco etapas se pueden jugar en cualquier orden, mientras que la sexta solo se puede jugar después de completar las otras cinco.
GamePro comentó en su reseña que "la música mediocre, los gráficos en miniatura y el control horrible hacen de este uno de los peores títulos de Ranger hasta la fecha". En particular, criticaron que las etapas son todas similares y predecibles y que sin el Super Game Boy es imposible incluso diferenciar entre los diferentes personajes jugables. Los cuatro críticos de Electronic Gaming Monthly estaban divididos sobre el juego; dos de ellos lo describieron como "excesivamente cojo", mientras que los otros dos lo encontraron "sorprendentemente bueno", elogiando su longitud y controles precisos. Sin embargo, los cuatro comentaron que la detección de colisiones es pobre, con ataques que atraviesan enemigos, y que la falta de cualquier diferencia entre los personajes jugables además del color es una decepción. Lo puntuaron 6.875 de 10.

## Game Gear
La versión para Game Gear es un juego de lucha competitivo, como el juego original "Game Gear", con el mismo formato de juego y modos de juego. Un cambio que se ha realizado con respecto al anterior es la adición de un indicador de energía en forma de rayo junto al indicador de vida que se llena gradualmente durante el curso de la batalla hasta que comienza a parpadear; durante tales casos, el jugador puede realizar un súper movimiento además de los movimientos especiales estándar. La banda sonora de la versión de Game Gear se compone principalmente de versiones midi de la música de la serie y Mighty Morphin Power Rangers The Album: A Rock Adventure.
El modo historia consta de seis etapas, las primeras tres etapas se basan en episodios de la segunda temporada del programa de televisión y las tres restantes se basan en la película. En las primeras tres etapas, el jugador lucha contra el primer segmento como uno de los seis Power Rangers del programa de televisión mientras luchan contra una serie de Putty Patrols hasta enfrentarse al jefe de etapa. El segundo segmento consiste en una batalla de monstruos gigantes entre el Thunder Megazord y el jefe de escenario. La cuarta etapa es exclusivamente una batalla de Ranger contra los hombres de Ivan's Ooze, mientras que las dos últimas etapas son batallas de monstruos gigantes donde el jugador controla el Ninja Mega Falconzord.
Scary Larry de GamePro comentó que si bien la IP de los Power Rangers es infantil, el juego en sí está sólidamente diseñado y, por lo tanto, atraería a los fanáticos de los Power Rangers. Dijo que los gráficos y los sonidos son mediocres en términos absolutos, pero mejores que los de la mayoría de los juegos para Game Gear.